# George M. Bibb
George Mortimer Bibb, né le 30 octobre 1776 dans le comté du Prince-Édouard dans l'État de Virginie aux États-Unis, et mort le 14 avril 1859 dans le quartier de Georgetown à Washington, est une personnalité politique américaine. Il a notamment été le 17e secrétaire du Trésor des États-Unis du 4 juillet 1844 au 7 mars 1845 ainsi que sénateur du Kentucky.